# Баук (міфологія)
Баук (серб. Баук) — анімалістична міфічна істота сербської міфології. Баук описується як такий, що ховається в темних місцях, норах або покинутих будинках, чекаючи, щоб схопити, віднести і зжерти свою жертву, але його можна налякати світлом і шумом. Він має незграбну ходу (bauljanje) і (Carlijanje), а його звуконімом є бау.
Інтерпретація атрибутів баука призводить до висновку, що баук насправді є описом реальних ведмедів, які вже вимерли в деяких частинах Сербії і були відомі лише як легенда. Слово «баук» спочатку використовувалося як ласкава або зменшувальна форма імені.

## У масовій культурі
Баук використовується як переклад орка в сербських виданнях творів Дж. Р. Р. Толкіна, вперше перекладених Марією та Міланом Мілішичами. Баук також використовується як переклад прізвиська Біса в сербському виданні серії «Пісня льоду й полум'я», перекладеному Ніколою Пайванчичем. Баук також використовується як хорватський переклад Боггарта в книжковій серії про Гаррі Поттера.
У кінематографічному дебютному трейлері майбутньої відеогри Відьмак IV польського розробника CD Projekt можна побачити, як Цірілла бореться з бауком.